# Tofia
Tofia é um ilhéu do atol de Vaitupu, do país de Tuvalu.